# Алтернативен метъл
Алтернативният метъл е стил в метъл музиката, който печели популярност в началото на 1990-те години на ХХ век, заедно с грънджа.

## Произход
Този стил може да се опише като смесица между хевиметъл и алтернативен рок. Характеризира се с някои особености на хевиметъла (където преобладават тежките мотиви), но обикновено с подчертано участие на новаторски хрумвания, като например в текстовете на песните, характерни за дадена група мотиви, излизане извън общоприетите изградени рамки на метъла и използване на други стилове извън метъла.

## Музикални групи
Групите, свирещи в този стил, съчетават пеенето с викане или ръмжене, и изпълняват повече сола на китари. Солата са и основното, което го отличава от „ню метъла“.
Такива групи са Linkin Park, Three Days Grace, Saint Asonia, Korn, Deftones, Drowning Pool, System Of A Down, 12 stones, 30 Seconds to Mars, Alice in Chains, Audioslave, Breaking Benjamin, Disturbed, Evanescence, Godsmack, HIM, In Flames, Limp Bizkit, Machine Head, Marilyn Manson, Papa Roach и други.